# Schloss Raduň

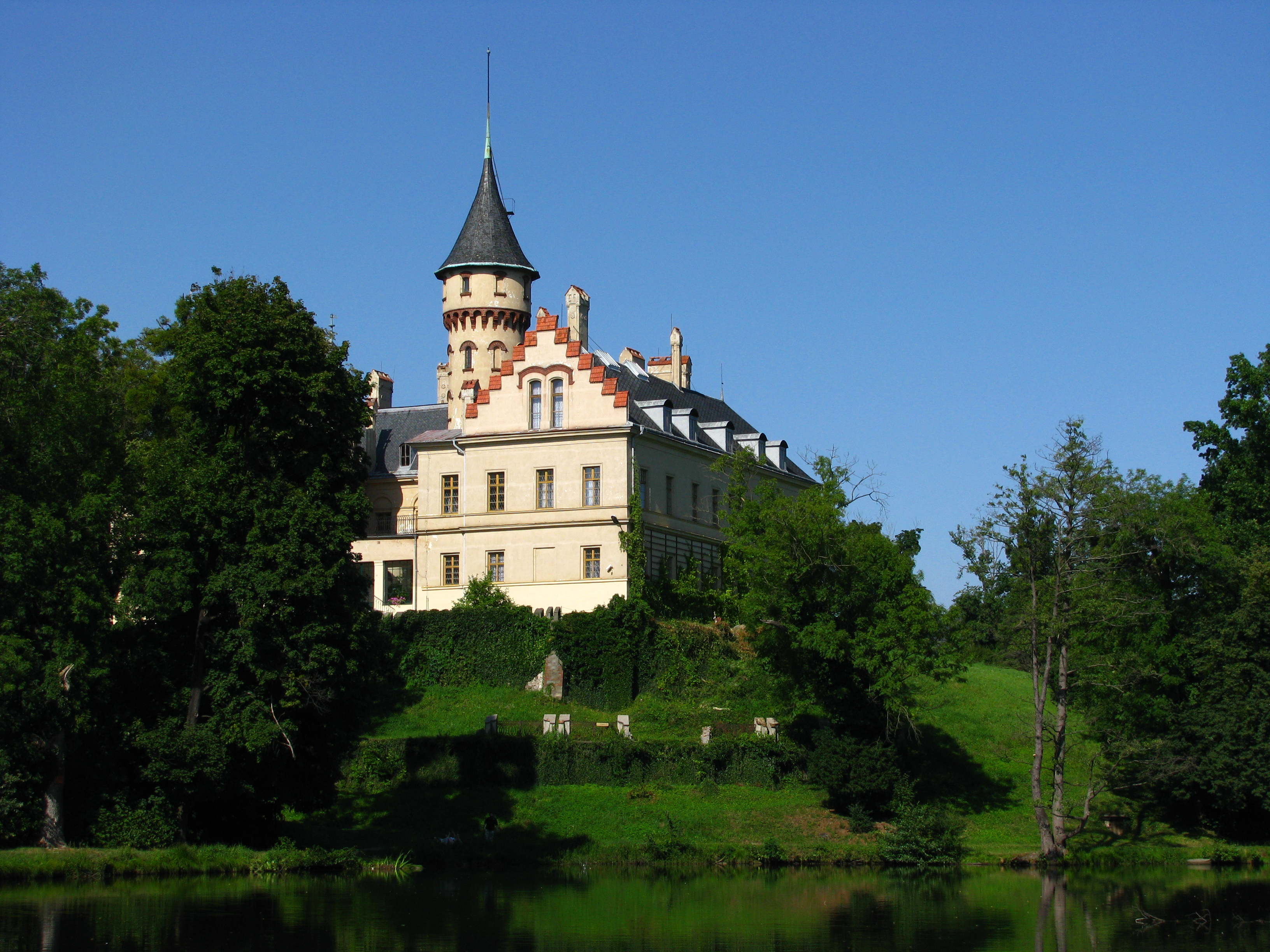
Schloss Raduň

Das Schloss Raduň (deutsch Radun) befindet sich im Okres Opava in Tschechien. Die ursprüngliche mittelalterliche Veste wurde von der Familie Tvorkov 1586 in ein Renaissanceschloss umgebaut. Das inzwischen verfallene Objekt ließ Johann Graf von Larisch-Mönnich nach Entwürfen von K. J. Englisch 1816–1822 im klassizistischen Stil umbauen. Graf Larisch, Freiherr von Mönnich erlebte die Vollendung des Herrensitzes nicht mehr, er starb 1820. 
1832 erwarb die gefürstete Familie Blücher von Wahlstatt das Schloss durch Heirat und ließ die Türme und Giebel an der Westseite des Schlosses restaurieren. Gebhard Blücher von Wahlstatt war zugleich als Bauherr tätig, verheiratet am 29. Oktober des genannten Jahres zuerst mit der Großgrundbesitzerin Gräfin Marie Nepucema Pedra Alcantara Charias Larisch von Moennich (* 1801; † 1889), die die Begüterung mit in die Ehe brachte. Marie von Blücher beschenkte zur Vermählung das damalige Kaiserpaar,  und trat als Kirchenpatronin vor Ort aktiv in Erscheinung. Ihr Sohn Gebhard Leberecht Blücher von Wahlstatt wurde im Haus Raduň geboren und nutzte es teils als Hauptwohnsitz. Diese Tradition übernahm auch wiederum dessen Sohn Gebhard von Blücher.
Nach dem Ende des Zweiten Weltkrieges wurde das Schloss von der tschechoslowakischen Regierung verstaatlicht. Seit 1978 wurde das Schloss restauriert und der Öffentlichkeit zugänglich gemacht.